# Yaşar Hayrettin Dahik
Yaşar Hayrettin Dahik (1920–2005) war ein Istanbuler Stadtoriginal und der letzte fliegende Zeitungsausrufer der Abendausgabe türkischer Zeitungen Istanbuls.

## Jugend
Er wurde 1920 in Dikilitaş in Beşiktaş in Istanbul geboren. Sein Vater war Bilal Ağa, ein schwarzer Ägypter, der in den Palastwerkstätten des Sultans im Yıldız-Viertel als Drehermeister arbeitete. Sultan Abdülhamid II. hatte ihn seinerzeit eigens zu einer Ausbildung als Maschinenbauingenieur nach Deutschland gesandt. Seine Mutter war eine Araberin aus Medina.  Yaşar Hayrettin Dahik war der jüngste von sieben Geschwistern, von denen fünf bereits im Kindesalter verstarben. Der Vater Dahiks starb, als Yaşar drei Tage alt war. Die Mutter brachte die Familie als Wäscherin bei wohlhabenden Familien durch. Dahik besuchte die Grundschule „Saint Georges Baptist“ (Sen Jorj Baptist) und lernte dort Englisch und Französisch. Dank eines Stipendiums konnte er als 15-Jähriger vier Jahre in Wien zur Schule gehen. Dahik schrieb sich für Maschinenbau ein, kehrte allerdings nach Ausbruch des Zweiten Weltkriegs nach Istanbul zurück und besuchte das österreichische St. Georgs-Kolleg. Nach Schulabschluss wollte Dahik Lehrer werden, bestand allerdings die Prüfung an der Berufsfachschule Çapa Öğretmen Okulu nicht.

## Berufe
Unter Vermittlung von Ali Fuat Cebesoy  erhielt Dahik zunächst eine Stelle in einem Eisenbahnbetrieb. Anschließend war Dahik Kartenverkäufer einer Fähre. Den Militärdienst leistete er als Unterleutnant in Babaeski. Es folgten weitere einfache Tätigkeiten. Die Mutter verstarb 1940 und die Schwester 1948. Dahik arbeitete später in der Gastronomie in İskenderun, geriet allerdings mit einem Gast in eine körperliche Auseinandersetzung, als dieser ein deutsches Mädchen belästigte, für das Dahik gerade dolmetschte. Auf der Wache erhielt er die Bastonade und verbrachte anschließend zweieinhalb Monate im Gefängnis. Später arbeitete Dahik als Wächter einer Webfabrik in Adana. Ferner arbeitete er als Bauarbeiter auf Großprojekten wie Staudämmen, Straßen, Brücken, Tunnel, Kraftwerken. Seine Sprachkenntnisse kamen ihm oft zupass. Er arbeitete auf der Incirlik Air Base, beim Bau des Hafens in Mersin, als Kellner, Wäscher und Schreiber. Auch war er bei Gesundheitskampagnen der öffentlichen Hand wie der Bekämpfung des Trachoms oder der Malaria beschäftigt.

## Istanbul
Im Alter von 40 Jahren kehrte Dahik nach Istanbul zurück. Er arbeitete als Heftverkäufer oder als Buchhalter der Filmgesellschaft Halk Film. Nachdem er diese Arbeit an den Nagel gehängt hatte, wurde Dahik mit Hilfe seines Fahrrades, das noch aus seiner Wiener Zeit stammte,  fliegender Zeitungsausrufer (müvezzi), verdiente aber dabei kaum genug zum Leben. Das Haus der Schwester war inzwischen abgebrannt. Eine Weile lebte Dahik in einem Zelt auf dem Grundstück, wurde allerdings von dort vertrieben. Insbesondere die österreichische St.-Georgsgemeinde setzte sich nun für ihn ein. Sie bezahlten ihm langfristig eine Hotelunterkunft in Karaköy und zwei Mahlzeiten am Tag in der Kantine St. Georgs. Abends rief Dahik weiter die Abendausgaben türkischer Zeitungen aus. Ümit Bayazoğlu beschrieb ihn dabei mit folgenden Worten:
Bis zum Ende der 80er Jahre lief gegen Abend in Cağaloğlu stets ein schwarzer Zeitungsausrufer herum. Er war groß und hager und ziemlich alt. […] Eine bis zum Filter abgebrannte Kippe zwischen den Lippen, Asche auf dem Kragen und unter dem Sessel ein Bündel Zeitungen.
In den letzten Lebensjahren Dahiks übernahm der Orden der Lazaristen die Kosten für das Altersheim und bezahlte auch das Krankenhaus. Zuletzt war Dahik im französischen Lape-Krankenhaus in Şişli (Özel Fransız Lape Hastanesi) in Behandlung. Dort verstarb er am 10. Juni 2005 nach schwerer Krankheit. Er wurde am 13. Juni 2005 auf dem katholischen Friedhof Feriköy beerdigt.

## Trivia
- Der Nachname Dahik ist arabischen Ursprungs und bedeutet „der Lächelnde“ oder „der Lachende“.
- Dahik wurde von Gerald Kurdoğlu Nitsche in Öl porträtiert.
- Dahik war ein leidenschaftlicher Schachspieler.
- Ümit Bayazoğlu schrieb eine ausführliche Biographie Dahiks.